# STS–104
Az STS–104 jelű küldetés az amerikai űrrepülőgép-program 105., a Atlantis űrrepülőgép 24. repülése.

## Jellemzői
Az elsődleges cél, a Joint Airlock Module (JAM) felszerelésével lezárul az ISS építésének második fázisa. Az állandó legénységnek ezután egy 425 köbméteres élettér áll rendelkezésre, ami egy nagyobb háromszobás lakás űrtartalmának felel meg.

## Első nap
Az indítás az eredeti tervekhez képest egy hónapot késett, az űrállomás robotkar vezérlési problémáinak javítása miatt.
2001. július 12-én a szilárd hajtóanyagú gyorsítórakéták, Solid Rocket Booster (SRB) segítségével Floridából, a Cape Canaveral (KSC) Kennedy Űrközpontból, a LC39–B (LC–Launch Complex) jelű indítóállványról emelkedett a magasba. Az orbitális pályája 92,2 perces, 51,6 fokos hajlásszögű, elliptikus pálya perigeuma 372 kilométer, az apogeuma 390 kilométer volt. Felszálló tömeg indításkor 117 129 kilogramm, leszálló tömeg 94 009 kilogramm. Szállított hasznos teher 8241 kilogramm.
Az űrrepülőgép új főhajtómű rendszerének egyik elemének, a Block II Main Engine  (II SSME) főpróbája történt. Súlya 135 kilogrammal nehezebb az eddig használatosnál, de új üzemanyagpumpájának és néhány egyéb fejlesztésének köszönhetően sokkal megbízhatóbbá vált. A lángterelők nem hegesztett, hanem speciálisan öntött technológiával készültek.
Az űrrepülőgép logisztikai anyagokat (víz, élelmiszer, ruházat, személyes tárgyak, kutatási anyagok, műszerek- és eszközök) szállított. Visszafelé a csomagoló anyagokat, elhasználódott berendezéseket, műszereket és hulladékot szállított. Elválás után az űrrepülőgép lassan soródott, majd 400 méter távolságban indították a főmotorokat.

## Hasznos teher
1. Leszállították a Quest zsilipkamrát (JAM) a Nemzetközi Űrállomás (ISS) fő zsilipkamráját, a továbbiakban innen végezhetnek űrsétát amerikai és orosz szkafanderben. A Quest telepíése előtt az orosz űrsétákat a Zarja kiszolgáló modulból, vagy a Zvezda lakómodulból végezték. Amerikai űrsétát csak akkor végezték, amikor amerikai űrrepülőgép kapcsolódott az űrállomáshoz. Az amerikai űrruhákat nem lehetett az orosz, az orosz szkafandereket az amerikai zsilipkamrákban használni.
2. A  NASA Marshall Space Flight Center (MAS) Űrközpontjának biotechnológiai programja keretében kristálynövesztéses kísérletsorozat (gyógyszer) alapanyagait szállították az űrállomásra.

### Űrséták
Az első űrsétán telepítették a zsilipet (fogadóhely felszabadítása, a zsilip kicsomagolása, csatlakoztatás, kábelezés). A második űrsétán a két-két kapcsolódó gáztartályt (oxigén, nitrogén) szerelték a zsilipkamra külső falára, csatlakoztatva a tömlőket. A harmadik űrsétán elsősorban külső szerelési munkálatokat végeztek (a zsilip- gáztartályok műszaki ellenőrzése, egyéb létfontosságú berendezések karbantartása, cseréje).
(zárójelben a dátum és az időtartam)
- EVA 1: Gernhardt és Reilly (2001. július 15., 5 óra 59 perc)
- EVA 2: Gernhardt és Reilly (2001. július 18., 6 óra 29 perc)
- EVA 3: Gernhardt és Reilly (2001. július 21., 4 óra 02 perc)

## Tizenkettedik nap
2001. július 24-én a Kennedy Űrközponton (KFC), kiinduló bázisán szállt le. Összesen 12 napot, 18 órát, 36 percet és 39 másodpercet töltött a világűrben. 8 500 000 kilométert (5 300 000 mérföldet) repült, 200 alkalommal kerülte meg a Földet.

## Személyzet
(zárójelben a repülések száma az STS–104 küldetéssel együtt)
- Steven Wayne Lindsey (3), parancsnok
- Charles Owen Hobaugh (1), pilóta
- Michael Landon Gernhardt (4), küldetésfelelős
- Janet Lynn Kavandi (3), küldetésfelelős
- James Francis Reilly (2), küldetésfelelős

### Visszatérő személyzet
- Steven Wayne Lindsey (3), parancsnok
- Charles Owen Hobaugh (1), pilóta
- Michael Landon Gernhardt (4), küldetésfelelős
- Janet Lynn Kavandi (3), küldetésfelelős
- James Francis Reilly (2), küldetésfelelős